# Maggie Gyllenhaal
Margaret Ruth "Maggie" Gyllenhaal (New York City, 16. studenog 1977.) je američka kazališna i filmska glumica. Kćer je redatelja Stephena Gyllenhaala i scenaristice Naomi Foner Gyllenhaal (djevojački Achs) i starija sestra glumca Jakea Gyllenhaala. Filmski debi ostvarila je u očevim filmovima. Kasnije se istaknula u nezavisnom kult hitu Donnie Darko iz 2001. 2002. je bila godina prekretnica u njenoj karijeri kad je snimila crnu komediju Tajnica, za koju je zaradila kritičke pohvale i nominaciju za Zlatni globus.
Gyllenhaal se pojavila u raznovrsnim filmovima, uključujući nezavisni Sherrybaby (2006.), za koji je bila nominirana za Zlatni globus, romantičnu komediju Ljubav u velikom gradu (2006.) i visokobudžetne filmove kao što su World Trade Center (2006.) i Vitez tame (2008.). Pojavila se i u kazališnim komadima kao što je Bliski odnosi (2000.) i televizijskim produkcijama uključujući Ogoljeni (2004.).
Od 2002. je bila u vezi s glumcem Peterom Sarsgaardom. 2006. su se zaručili, a Gyllenhaal je 3. listopada 2006. rodila djevojčicu Ramonu. 2. svibnja 2009. ona i Sarsgaard su se vjenčali u Italiji. Politički je aktivna, a kao i njeni brat i roditelji, podržava Američku uniju za građanske slobode. Prije invazije na Irak predvođene SAD-om sudjelovala je u antiratnim demonstracijama. 2005. je izazvala kritike zbog izjave da je Amerika "donekle odgovorna" za napade 11. rujna. Aktivno je uključena u pokrete za ljudska prava, građanske slobode i kampanje protiv siromaštva.

## Rani život
Gyllenhaal je rođena u New York Cityju u obitelji filmskog redatelja Stephena Gyllenhaala i filmske producentice Naomi Foner Gyllenhaal (djevojački Achs). Jake Gyllenhaal, njezin mlađi brat, također je glumac. Njezin otac odgojen je u švedskoborgijskoj religiji, a potječe iz plemićke obitelji Gyllenhaal; njezin posljednji čisti švedski predak bio je šukundjed, Leonard Gyllenhaal, vodeći pripadnik spomenute religije koji je podupirao tiskanje i širenje religijskog materijala. Njezina majka je iz židovske obitelji iz New Yorka te bivša žena Erica Fonera, profesora povijesti na Sveučilištu Columbia. Njezini roditelji, koji su se vjenčali 1977., u listopadu 2008. su podnijeli zahtjev za razvod.
Gyllenhaal je odrasla u Los Angelesu i pohađala pripremnu školu Harvard-Westlake. 1995. je diplomirala na Harvard-Westlakeu i preselila se u New York kako bi pohađala Sveučilište Columbia, gdje je studirala književnost i istočnjačke religije; diplomirala je 1999. s diplomom iz umjetnosti. Nakon pohađanja Kraljevske akademije dramskih umjetnosti u Londonu, ljeti je radila kao konobarica u restoranu u Massachusettsu.

## Karijera

### Rani rad
Gyllenhaaline prve filmove - njezin filmski debi s 15 godina, Waterland (1992.); Opasna žena (1993.); i Trava (1998.) - režirao je njezin otac; u potonja dva nastupio je i njezin brat, gdje su imali sporedne uloge djece. S njihovom majkom, ona i Jake su se pojavili u dvije epizode Molto Mario, talijanskog kuharskog showa na Food Networku. Nakon diplomiranja, nastupila je u sporednim ulogama u filmovima kao što su Cecil B. Demented (2000.) i Dečki mog života (2001.). Gyllenhaal je kasnije postala poznata po ulozi sestre svoga pravog brata u nezavisnom kult hitu Donnie Darko (2001.).
Kazališni debi ostvarila je u produkciji Berkeley Repertory Theatrea Bliskih odnosa Patricka Marbera, za koji je zaradila pohvalne recenzije. Produkcija je počela u svibnju 2000., a završila sredinom lipnja te godine. Gyllenhaal se pojavila u nekoliko drugih predstava, uključujući The Tempest, Antonije i Kleopatra, The Butterfly Project i Bez izlaza.

### 2002. – 2005.
Gyllenhaalina uloga prekretnica bila je ona u crnoj komediji Tajnica (2002.), filmu o dvoje ljudi koji se upuštaju u obostrano zadovoljavanje svojih sado-mazo fantazija. Kritičar New York Timesa Stephen Holden je istaknuo: "Uloga Lee, koju Maggie Gyllenhaal utjelovljuje s obuzdanom komičarskom delikatnošću i slatkošću, trebala bi je učiniti zvijezdom." Mick LaSalle iz San Francisco Chroniclea je napisao: "Maggie Gyllenhaal, kao samodestruktivna tajnica, je enigmatična, a istodobno simpatična." Film je zaradio uglavnom pozitivne recenzije, a Gyllenhaalina izvedba priskrbila joj je nagradu Društva internetskih kritičara za najbolju probojnu ulogu, njezinu prvu nominaciju za Zlatni globus i nominaciju za Nagradu Independent Spirit. Tajnica je bio prvi Gyllenhaalin dugometražni film u kojem se pojavila potpuno gola. Iako impresionirana scenarijem, isprva je dvojila hoće li ga snimiti jer je vjerovala kako bi mogao poslati anti-feminističku poruku. Nakon iscrpnog razgovora o scenariju s redateljem filma, Stevenom Shainbergom, pristala je pridružiti se projektu. Iako je inzistirala kako je Shainberg nije iskoristio, Gyllenhaal je rekla kako se osjećala "uplašeno kad je snimanje počelo" te da "u pogrešnim rukama ... čak i u malo manje inteligentnim rukama, ovaj je film mogao reći nešto posve čudno." Od tada je oprezna u pogledu razgovora o ulozi u filmu, rekavši samo da "unatoč samoj sebi, ponekad se dinamika koju obrađuješ u svom radu prelije u vlastiti život."
Nakon toga je odigrala sporednu ulogu u humornoj drami Adaptacija (2002.), filmu koji govori o naporima scenarista Charlieja Kaufmana da adaptira roman Kradljivac orhideja u film. Kasnije se pojavila u neautoriziranoj biografiji Ispovijedi opasnog uma (2002.), čiju su glumačku postavu između ostalih činili Sam Rockwell, Drew Barrymore, George Clooney i Julia Roberts. Film je ostvario svjetsku zaradu od 33 milijuna dolara. Iste godine je ostvarila manju ulogu u komediji 40 dana i 40 noći.
2003. je nastupila zajedno s Julijom Roberts u Osmijehu Mona Lise u ulozi Giselle. U intervjuu za The Daily Telegraph, otkrila je kako su razlozi prihvaćanja uloge bili izazov da "odigra nekog tko se osjeća samouvjerenim kao seksi, prelijepa žena". Film je pobrao uglavnom osrednje recenzije. Njezine sljedeće uloge bile su u manjim nezavisnim filmovima: Hotelske bebe (2003.), priči o šest Amerikanki koje nestrpljivo čekaju dugi smještaj u neidentificiranom južnoameričkom gradu prije preuzimanja njihove posvojene djece, te Prevara (2004.) remakeu argentinskog filma Devet kraljica, s Johnom C. Reillyjem i Diegom Lunom. Gyllenhaal je glumila iskrenu upraviteljicu hotela prisiljenu pomoći svom pokvarenom bratu (Reilly) zavodeći jednu od njegovih žrtava. Gyllenhaal je 2004. pozvana da se pridruži Akademiji filmskih umjetnosti i znanosti. Pojavila se i u HBO-vu filmu Ogoljeni (2004.), gdje je portretirala američku studenticu koja u Kini biva osumnjičena za terorizam.
2004. se vratila u kazalište u produkciji komada Homebody/ Kabul Tonyja Kushnera u Los Angelesu, u kojem je utjelovila Priscillu, Homebodynu kćer koja većinu predstave provodi tražeći svoju preprednu majku u Kabulu u Afganistanu. Kushner joj je povjerio ulogu na temelju njezine izvedbe u Bliskim odnosima. Ben Brantley iz The New York Timesa je napisao: "Gđica. Gyllenhaal pruža neophodni most između dijelova naslova komada." John Heilpern iz The New York Observera istaknuo je kako je Gyllenhaalina izvedba bila "silom iznuđena". Identificirana kao seks-simbol, 2004. i 2005. je uvrštena na "Hot 100 List" časopisa Maxim.
Sljedeći film bio joj je Sretni kraj, humorna drama iz 2005. u kojoj je igrala pustolovnu pjevačicu koja zavodi mladog gay glazbenika (Jason Ritter) kao i njegova bogatog oca (Tom Arnold). Snimila je pjesme za soundtrack filma, nazvavši ulogu "najsurovijom, najstravičnijom glumom ikad" te dodavši da joj je ispred kamere prirodnije pjevati nego glumiti. Lisa Schwarzbaum iz Entertainment Weekleyja proglasila je njezinu izvedbu "čudesno, prirodno seksi-mlitavom dok je njezin lik umjetan".

### 2006. - danas
Nakon Sretnog kraja, 2006. se pojavila u filmovima Ljubav u velikom gradu, Otkucaji života, Kuća monstrum, World Trade Center i Sherrybaby. U Ljubavi u velikom gradu, s Julianne Moore, Davidom Duchovnyjem i Billyjem Crudupom, igrala je Elaine, koja sedam godina hoda s Tobeyjem (Crudup) i počinje osjećati da je vrijeme da se skrase i zasnuju obitelj. Film se pokazao komercijalnim i kritičkim neuspjehom. Ethan Alter iz Premierea je smatrao da su Gyllenhaaline i Duchovnyjeve izvedbe bile "puno neusiljenije" i zaključio "tome je vjerojatno tako jer su oboje igrali ovakve likove više puta". U Otkucajima života, Gyllenhaal je glumila simpatiju Harolda Cricka, kojeg je utjelovio Will Ferrell. Njezina izvedba naišla je na odobravanje kritike; Mike Straka iz Fox Newsa je napisao: "Gyllenhaal nikad nije bila više seksi u bilo kojem filmu, a njezin odnos s Ferrellom lansirat će je bez sumnje u filmove s A-liste, ostavljajući iza sebe uloge simpatičnih djevojaka iz nezavisnih dana." U animiranom hororu Kuća monstrum posudila je glas Elizabeth "Zee". U World Trade Centeru Olivera Stonea portretirala je suprugu policajca Willa Jimena. Nazvala ga je "jednim od filmova kojeg je najviše uživala snimati". Iako film nije oduševio kritičare, ostvario je zaradu od 163 milijuna dolara u svijetu.
U Sherrybabe, Gyllenhaal je glumila mladu narkomanku kradljivicu koja nakon zatvora pokušava srediti život kako bi mogla vratiti svoju kćer. Tijekom promocije filma je komentirala prikaz lika: "Mislim da se nalazi u takvom očajnom stanju da je sve što ima naivna, strastvena nada. Dok sam igrala ulogu, tražila sam zadovoljstvo i nadu u svemu, čak i u stvarno tmurnim stvarima. Zato sam tek nakon završetka snimanja osjetila bol." Njezina izvedba zaradila je pohvale: David Germain iz Associated Pressa je napisao: "Gyllenhaal ju tako duboko i bogato čini ljudskom ... da Sherry izaziva simpatiju čak i u svojim najmračnijim i najslabijim trenucima", dok je Dennis Harvey iz Varietyja njenu ulogu nazvao "naturalističkom". Gyllenhaal je za svoju izvedbu zaradila svoju drugu nominaciju za Zlatni globus za najbolju glumicu, a osvojila je nagradu za najbolju glumicu na Međunarodnom filmskom festivalu u Stockholmu 2006.
2008. se pojavila u Vitezu tame, nastavku filma Batman: Početak (2005.) u kojem je zamijenila Katie Holmes u ulozi pomoćnice okružnog tužitelja, Rachel Dawes. Gyllenhaal je naglasila kako je njezin lik donekle dama u nevolji, ali i rekla kako je redatelj Christopher Nolan pokušavao pronaći način kako bi ojačao njezin lik, pa "Rachel jasno daje do znanja što joj je važno te nije kompromitirati svoj moral, što je napravilo lijepu razliku" od mnogih zbunjenih likova koje je prije portretirala. Vitez tame bio je veliki komercijalni hit koji je postavio novi rekord u prvom vikendu prikazivanja na sjevernoameričkim kino-blagajnama. S profitom od 996 milijuna dolara u svijetu, postao je četvrti financijski najuspješniji film u povijesti. U recenziji na Salon.com, Stephanie Zacharek nazvala Gyllenaahlin lik "snažnim u stilu Barbare Stanwyck u koso izrezanoj večernjoj haljini" te dodala "film se doima inteligentnijim i podatnijim kad je ona na ekranu". Filmski kritičar IGN-a Todd Gilchrist je napisao: "Gyllenhaal ulijeva stvarnu dubinu i energiju Rachel Dawes."
Gyllenhaal je 2009. u off-Broadway produkciji Čehovljeva Ujaka Vanje Classic Stage Companyja u New Yorku glumila Jelenu. U produkciji su se pojavili i Peter Sarsgaard, Mamie Gummer, Denis O'Hare i George Morfogen, a režirao ju je Austin Pendleton. Počela se davati 17. siječnja, a završila 1. ožujka. Joe Dziemianowicz iz New York Daily Newsa nije bio oduševljen njenom izvedbom: "Gyllenhaal, koja je bila tako dinamična kao narkomanka u filmu Sherrybabe, Jelenu glumi tako usporeno s nalijepljenim osmijehom da se čini kako je zavirila u Sherrynu zalihu." Međutim, Malcolm Johnson iz Hartford Couranta udijelio joj je komplimente, naglasivši kako "na kraju procvjeta" kao lik.
Pristala je pojaviti se u komediji Away We Go u kojoj glumi boemski nastrojenu sveučilišnu profesoricu koja je ujedno stara prijateljica lika kojeg glumi John Krasinski. Film je pobrao uglavnom negativne kritike, a Owen Gleiberman iz Entertainment Weeklyja opisao je Gyllenhaalino pojavljivanje "isforsiranim". Međutim, A. O. Scott iz New York Timesa pohvalio je Gyllenhaal i Allison Janney za njihove izvedbe, napisavši kako su "obje pomalo smiješne". Scott je zaključio s rečenicom, "Rečenica gđice Gyllenhaal o seksualnim ulogama u 'zajednici morskih konjica' najsatiričniji je dio scenarija". Away We Go premijerno je prikazan na Međunarodnom filmskom festivalu u Edinburghu 2009. Osim toga, pojavila se u glazbenoj drami Crazy Heart u kojoj je igrala novinarku Jean Craddock koja se zaljubi u glazbenika Bad Blakea (Jeff Bridges). Film je pobrao pozitivne recenzije, uz pohvale kritičara na Gyllenhaalin račun. Peter Travers iz Rolling Stonea je napisao: "Maggie Gyllenhaal je smiješna, dirljiva i vitalna kao Jean, desetljećima mlađa samohrana majka koja bi mogla spasiti Bada. Uloga je zamišljena konvencionalno, ali je Gyllenhaal igra inteligentno i s osjećajem." Izvedba joj je donijela nominaciju za Oscar za sporednu ulogu. Nastupila je i u Nanny McPhee: Povratak čudesne dadilje , nastavku filma Nanny McPhee iz 2005. Osim glume, Gyllenhaal je i voditeljica PBS-ove dokumentarne serije Independent Lens.

## Osobni život
Gyllenhaal je od 2002. bila u vezi s glumcem Peterom Sarsgaardom, bliskim prijateljom njezina brata Jakea. U travnju 2006. su najavili svoje zaruke. Imaju kćer Ramonu, rođenu 3. listopada 2006., a žive u Brooklynu u New Yorku. 2. svibnja 2009. Gyllenhaal i Sarsgaard su se vjenčali u Brindisiju u Italiji.
Gyllenhaal je politički aktivna. Na 18. dodjeli Nagrade Independent Spirit progovorila je protiv Rata u Iraku, rekavši kako su razlozi za invaziju bili "nafta i imperijalizam". Sudjelovala je i u kampanji Artists United to Win Without War koju je pokrenuo Robert Greenwald za širenje progresivnih ciljeva i dizanje glasa protiv Rata u Iraku. Ona i njezin brat Jake snimili su reklamu za neprofitnu organizaciju Rock the Vote i posjetili kampus Sveučilišta Južne Kalifornije (USC) kako bi potaknuli studente da glasuju na predsjedničkim izborima 2004., na kojima je podupirala Johna Kerryja. Gyllenhaal je tijekom predsjedničke kampanje 2008. podupirala Baracka Obamu. Pružila je potporu i Američkoj uniji za građanske slobode (ACLU), organizaciji koju snažno podržava njena obitelj.
Osim glume, pozirala je za Miu Miu, Reebok i Agent Provocateur te snimila prvu neskraćenu audio verziju romana The Bell Jar Sylvije Plath. Gyllenhaal podupire neprofitnu organizaciju Witness koja koristi video i internetske tehnologije kako bi prikazala kršenja ljudskih prava. U studenom 2007. je bila suvoditeljica dobrotvorne večere zajedno s osnivačem Peterom Gabrielom. Pomogla je pri prikupljanju sredstava za TrickleUp.org, neprofitnu organizaciju koja pomaže osiromašenim ljudima da pokrenu manje poslove. Na jednoj je aukciji pomogla dizajnirati i promovirati ogrlicu koja je prodana za 100 dolara; sva sredstva od prodaje proslijeđena su u dobrotvorne svrhe.

### Komentari o 11. rujna
Gyllenhaal je izazvala kritike zbog komentara o napadima 11. rujna iz intervjua za kabelsku televizijsku postaju NY1 na Tribeca Film Festivalu 2005. Rekla je, "Mislim da je Amerika učinila neke stvari vrijedne osude i donekle odgovorna..." Kako bi odgovorila na kritike, izdala je izjavu rekavši da je 11. rujna bila "prilika da se bude dovoljno hrabar da se postave ozbiljna pitanja o ulozi Amerike u cijelom svijetu" te da bi bilo "korisno da se kao pojedinci ili nacije zapitamo kako smo svjesno ili nesvjesno pridonijeli ovom sukobu." Posebno je demantirala kako je rekla da su napadi 11. rujna bili zasluženi. Gyllenhaal je kasnije rekla kako je požalila zbog svojih komentara i primijetila kako filmski intervjui nisu "pravo mjesto" za razgovore o politici. Dodala je kako nema "ništa osim zahvalnosti i divljenja" za vatrogasce te da je trebala "biti nježnija i obzirnija" u svojim komentarima.
Kasnije se upoznala s policajcem Willom Jimenom i njegovom ženom Allison, koju je utjelovila u filmu World Trade Center. Rekla je kako bi napustila projekt da su Jimenoovi to od nje tražili, ali Allison Jimeno je rekla kako su ona i njezin muž zadovoljni njome te da "nemaju problema s tim što će se ona pojaviti u filmu".

## Filmografija
| Godina | Film                                   | Uloga                  | Bilješke i nagrade |
| ------ | -------------------------------------- | ---------------------- | --- |
| 1992.  | Waterland                              | Maggie Ruth            | |
| 1993.  | A Dangerous Woman                      | Patsy                  | |
| 1996.  | Shattered Mind                         | Službenica u garderobi | TV |
| 1998.  | Trava                                  | Christina              | |
| 1998.  | The Patron Saint of Liars              | Lorraine Thomas        | TV |
| 1999.  | Resurrection                           | Mary                   | TV |
| 2000.  | The Photographer                       | Mira                   | |
| 2000.  | Cecil B. Demented                      | Raven                  | |
| 2001.  | Dečki mog života                       | Amelia Forrester       | |
| 2001.  | Donnie Darko                           | Elizabeth Darko        | |
| 2002.  | Ispovijedi opasnog uma                 | Debbie                 | Nagrada Udruženja filmskih kritičara Chicaga za najperspektivniju glumicu |
| 2002.  | Adaptacija                             | Caroline Cunningham    | Nagrada Udruženja filmskih kritičara Chicaga za najperspektivniju glumicu |
| 2002.  | 40 dana i 40 noći                      | Sam                    | |
| 2002.  | Tajnica                                | Lee Holloway           | Nagrada Nacionalnog ureda za kritiku za najbolju probojnu izvedbu Nagrada Društva filmskih kritičara Bostona za najbolju glumicu Nagrada Udruženja filmskih kritičara Chicaga za najperspektivniju glumicu Nagrada Društva internetskih kritičara za najbolju probojnu ulogu Nominirana – Zlatni globus za najbolju glumicu – komedija ili mjuzikl Nominirana – Nagrada Independent Spirit za najbolju glavnu glumicu Nominirana – Nagrada Satellite za najbolju glumicu - komedija ili mjuzikl Nominirana – Nagrada Empire za najbolju glumicu |
| 2003.  | Osmijeh Mona Lise                      | Giselle Levy           | |
| 2003.  | Hotelske bebe                          | Jennifer               | |
| 2004.  | Prevara                                | Valerie                | |
| 2004.  | Ogoljeni                               | Linda Sykes            | TV |
| 2005.  | Veliko, novo, divno                    | Emme                   | |
| 2005.  | Sretni kraj                            | Jude                   | Nominirana – Nagrada Independent Spirit za najbolju sporednu glumicu |
| 2006.  | Otkucaji života                        | Ana Pascal             | Nominirana – Nagrada Saturn za najbolju glumicu (film) |
| 2006.  | Ljubav u velikom gradu                 | Elaine                 | |
| 2006.  | Sherrybaby                             | Sherry Swanson         | Nagrada Međunarodnog filmskog festivala u Stockholmu za najbolju glumicu Nominirana – Zlatni globus za najbolju glumicu – drama Nominirana – Nagrada Satellite za najbolju glumicu - drama Nominirana – Nagrada Kruga filmskih kritičara Londona za glumicu godine |
| 2006.  | Pariz, volim te                        | Liz                    | Segment "Quartier des Enfants Rouges" |
| 2006.  | World Trade Center                     | Allison Jimeno         | |
| 2006.  | Kuća monstrum                          | Elizabeth "Zee"        | Samo glas Nominirana – Nagrada Annie za najbolju glasovnu glumu u dugometražnoj animiranoj produkciji |
| 2008.  | Vitez tame                             | Rachel Dawes           | Nagrada Udruženja filmskih kritičara Središnjeg Ohioa za najbolju glumačku postavu Nagrada People's Choice za najbolju glumačku postavu Nominirana – Nagrada Udruženja televizijskih, radijskih i internetskih filmskih kritičara za najbolju glumačku postavu |
| 2009.  | Away We Go                             |                        | Ellen "LN" |
| 2009.  | Crazy Heart                            | Jean Craddock          | Nominirana – Oscar za najbolju sporednu glumicu Nominirana – Nagrada Udruženja filmskih kritičara Dallas-Fort Wortha za najbolju sporednu glumicu |
| 2010.  | Nanny McPhee: Povratak čudesne dadilje | Gđa. Green             | |

## Vanjske poveznice
- Maggie Gyllenhaal u internetskoj bazi filmova IMDb-u (engl.)